# Elecciones generales de Barbados de 1951
Las elecciones generales de Barbados de 1951 tuvieron lugar el jueves 13 de diciembre del mencionado año con el objetivo de renovar los 24 escaños de la Cámara de la Asamblea, órgano legislativo unicameral del Parlamento de Barbados, entonces una colonia del Imperio británico. Fueron las primeras elecciones bajo sufragio universal que tenían lugar en la historia de la colonia, y dieron inicio a la historia electoral contemporánea de Barbados. El sistema electoral empleado fue el de escrutinio mayoritario plurinominal, con las once parroquias y la ciudad de Bridgetown ejerciendo como circunscripciones, las cuales eran representadas por dos escaños cada una, resultando elegidos los dos postulantes más votados por simple mayoría de votos. La nominación de candidatos se realizó el 23 de noviembre de 1951, por lo que la campaña duró diecinueve días.
A pesar de la novedad del sufragio universal, la competencia electoral se limitó a los tres partidos que ya existían durante el período previo del sufragio restringido, sin que se estableciera ninguna fuerza política nueva. El Partido Laborista de Barbados (BLP), encabezado por Grantley Herbert Adams, la Asociación de Electores de Barbados (BEA) conducida por Ernest Mottley y que buscó distanciarse de la política partidaria, y el Partido del Congreso Nacional de las Indias Occidentales (WINCP) de Wynter Crawford, que disputó únicamente la circunscripción correspondiente a la parroquia de Saint Philip. Hubo a su vez ocho candidatos independientes.
El resultado fue un triunfo aplastante para el BLP, que recogió el 54,47% de los votos emitidos al total de candidatos presentados y una mayoría absoluta de dos tercios con 16 de los 24 escaños. La Asociación de Electores, por su parte, logró retener un electorado estable con el 29,76% y 4 escaños, erigiéndose como la principal formación opositora, pero de todas formas sufriendo un duro revés con respecto a sus expectativas. El Partido del Congreso consiguió un buen resultado y sus dos candidatos resultaron electos (representando un 5,34% de los votos emitidos a nivel nacional). Pese a esto, su papel marginal en un legislativo con mayoría laborista condujo a su disolución pocos años después. En la parroquia de Saint John se impusieron dos de los candidatos independientes, la única circunscripción que no se vio representada por uno o dos partidos políticos. La participación fue del 65,64% del electorado registrado.
Después de los comicios, la Cámara de la Asamblea se constituyó el 18 de diciembre. La instauración del derecho a voto para toda la población adulta inició un proceso de autonomización de la colonia, que resultó en que Adams fuese nombrado premier de Barbados el 1 de febrero de 1953, el primer jefe de gobierno democráticamente electo de la isla. Un año después, una escisión en el gobierno provocaría la fundación del Partido Democrático Laborista, dando inicio al sistema bipartidista que regiría el país desde entonces.

## Antecedentes
Desde 1627, Barbados era una colonia del Imperio británico dedicada mayormente al cultivo de la caña de azúcar, generalizado a partir de su introducción en 1637. Inicialmente, se producía ron, pero en 1642, el azúcar era el foco de la industria. A medida que se convirtió en la principal empresa comercial, Barbados se dividió en grandes propiedades de plantaciones que reemplazaron las pequeñas propiedades de los primeros colonos ingleses cuando los ricos plantadores expulsaron a los más pobres. Para trabajar en las plantaciones, los africanos negros, principalmente de África Occidental, fueron importados como esclavos en tal número que había tres por cada plantador. Cada vez más después de 1750, las plantaciones fueron propiedad de terratenientes ausentes que vivían en Gran Bretaña y eran operadas por gerentes contratados. La esperanza de vida de los esclavos era corta y se compraban reemplazos anualmente. Instaurado el 26 de junio de 1639, el Parlamento de Barbados es el tercer órgano legislativo más antiguo del continente americano. Sin embargo, su objetivo original era simplemente construir un sistema de leyes y estaba completamente dominado en sus inicios por la clase terrateniente. El comercio de esclavos cesó en 1807 y los esclavos se emanciparon en 1834.
A partir de las décadas de 1920 y 1930, comenzó a florecer en la isla un movimiento sindical y político importante, que cobró aún más fuerza durante y después de la Segunda Guerra Mundial. Los propietarios de plantaciones y los comerciantes de ascendencia británica dominaban la política local, debido a la alta calificación de ingresos requerida para votar. Más del 70% de la población, muchas de ellas mujeres, fueron excluidas del proceso democrático. No fue hasta finales de los años 1930 que los descendientes de esclavos emancipados comenzaron a movilizarse para defender sus derechos. Uno de los líderes de esto fue Grantley Herbert Adams, que llegó a ser elegido miembro de la Cámara de la Asamblea en 1934. Cuatro años más tarde fundó la Liga Progresista de Barbados, la cual a partir de 1944 se reformó como el Partido Laborista de Barbados (BLP). A partir de 1940 se comenzó un proceso de democratización en la isla, del que destacaron la concesión del voto a algunas mujeres en 1942 y, finalmente, el sufragio universal para ciudadanos adultos en 1949, desplazando finalmente a los terratenientes del liderazgo político insular.

## Sistema electoral
El Parlamento de Barbados era entonces unicameral y estaba compuesto por una Cámara de la Asamblea elegida por voto popular, directo y secreto por medio de un sistema de escrutinio mayoritario plurinominal. Las once parroquias (St. Michael, Christ Church, St. Philip, St. George, St. John, St. Joseph, St. James, St. Andrew, St. Lucy, St. Peter, St. Thomas) y la ciudad de Bridgetown (separada del resto de St. Michael), actuaban como doce circunscripciones electorales representadas cada una por dos escaños en la Cámara. Los dos candidatos más votados en cada circunscripción resultaban electos como miembros del Parlamento por simple mayoría de votos, con el candidato más votado proclamado como «Miembro Senior» y el segundo como «Miembro Junior». Las normativas de entonces no estipulaban un límite de tiempo para el mandato parlamentario y la convocatoria a elecciones quedaba a discreción de la gobernación colonial. Sin embargo, mientras duró el uso de este esquema las elecciones se convocaron cada cinco años hasta la constitucionalización de dicho período en 1966.

## Desarrollos políticos

### Partido Laborista de Barbados
Establecido en 1944 como sucesor de la Liga Progresista de Barbados que encabezaba Grantley Herbert Adams, el BLP había ganado las últimas elecciones con sufragio restringido y era la formación favorita para ganar las siguientes. Inicialmente un opositor al movimiento sindical, Adams era partidario del liberalismo británico y promovió una adaptación de estos principios al movimiento obrero barbadense, lo que lo llevó a ser presidente del Sindicato de Trabajadores de Barbados (BWU) en 1951 y a fundar el partido. El BLP mantenía en sus inicios un enfoque económico y político liberal, bajo el cual el apoyo a la acción sindical, la democracia representativa, la reforma de la propiedad de la tierra y el sistema de impuestos apuntaban al objetivo general de fomentar el libre comercio. El liderazgo de Grantley fue considerado, sin embargo, conservador debido a su apoyo declarado a la monarquía británica y a una emancipación gradual de la colonia. El BLP presentó 18 candidatos en las elecciones.

### Asociación de Electores de Barbados
La Asociación de Electores de Barbados (BEA), también conocidos como «los conservadores» eran en ese momento una fuerza electoral significativa y concurrirían a los comicios bajo el liderazgo de Ernest Mottley, quien posteriormente sería el primer alcalde electo de Bridgetown. A pesar de lo anterior, se consideró que la BEA estaba en desventaja ante el surgimiento del BLP como la primera fuerza política del país. Tenían un enfoque derechista y una filosofía apartidaria, con énfasis en la personalidad de sus candidatos.

### Partido del Congreso Nacional
El Partido del Congreso Nacional de las Indias Occidentales (WINCP) se había fundado en 1944 como una escisión más izquierdista de la Liga Progresista con Wynter Crawford como líder. El partido había obtenido ocho escaños en las elecciones de ese mismo año, siete en 1946 y tres en 1948. De cara a las elecciones de 1951, el partido enfrentaría nuevamente una reducción de sus escaños, pues disputó únicamente la circunscripción de St. Philip, con el propio Crawford y James Mottley como candidatos. Ambos resultarían electos, pero el partido no volvería a disputar elecciones generales y muchos de sus miembros (incluyendo Crawford) terminarían por unirse al Partido Democrático Laborista en los años posteriores.

## Campaña

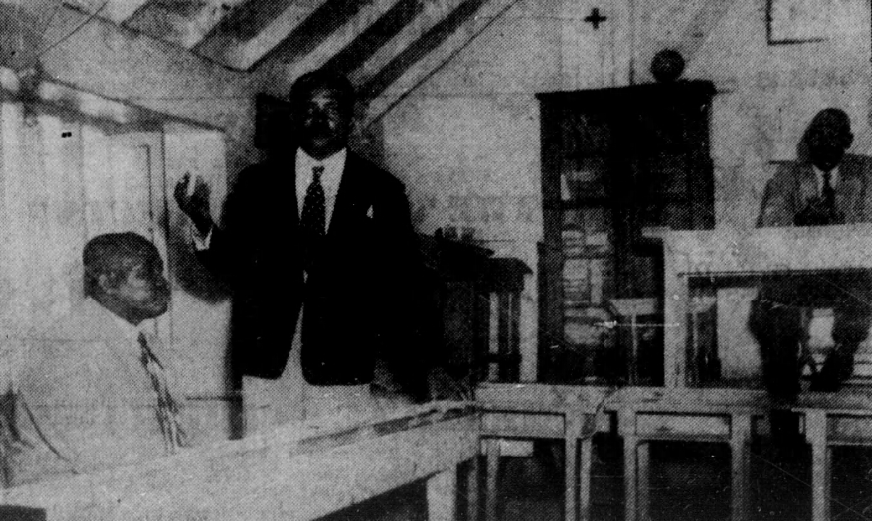
Grantley Adams, líder del BLP, dando un discurso de campaña el 23 de noviembre de 1951, tras ser nominado como candidato.

Tanto los candidatos de los partidos como los independientes hicieron campaña por su cuenta, dando discursos el mismo día de la nominación el 23 de noviembre de 1951, y posteriormente realizando pequeñas concentraciones. La intervención real de los liderazgos partidarios en el proselitismo electoral fue en sí muy escasa, con el laborismo asentándose como el partido mejor organizado. Las principales cuestiones que rodearon la campaña, además de la economía y los derechos políticos, fueron los elevados costos de vida, la oleada de inmigración recibida después de la Segunda Guerra Mundial, la construcción de hoteles de lujo en la isla y el progreso de la industria turística por sobre la azucarera en los años anteriores.

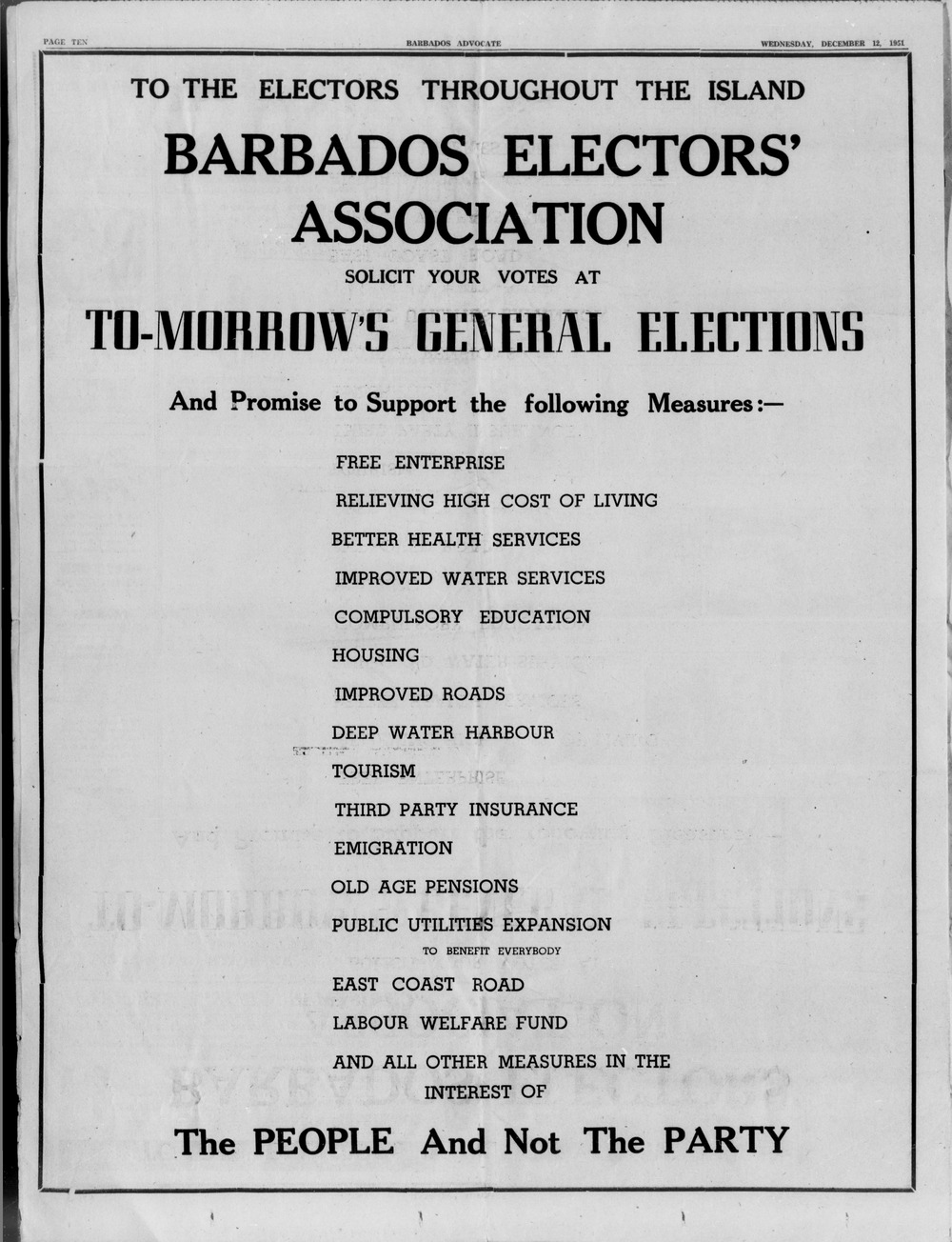
Anuncio electoral de la BEA publicado un día antes de las elecciones.

El enfoque del laborismo se centró mayormente en retratar al partido como el principal grupo político responsable de la instauración del sufragio universal. Del mismo modo, el partido se comprometió a implementar políticas que aliviaran la pobreza, ampliaran los derechos laborales e institucionalizaran los derechos adquiridos. En su discurso de aceptación de la candidatura laborista para la circunscripción de St. Joseph, Adams alabó los beneficios de la democracia y criticó a los candidatos independientes y a la Asociación Electores por su retórica antipartidaria, declarando que «cualquiera en la escena política del día de hoy que diga que no cree en el sistema de partidos es deshonesto o demasiado ignorante para actuar en política». Entre otras cosas, se comprometió a defender los derechos laborales, expresando que cualquier empleador que despidiera injustificadamente a sus empleados sería automáticamente «su enemigo». Sus oponentes replicaron que la mejor alternativa para el sistema de partidos era, sencillamente, «votar candidatos adecuados», bajo la premisa de que esto volvería innecesaria la organización partidaria.
La campaña de la Asociación de Electores se consideró deslucida, en gran medida debido a que muchos de sus dirigentes eran descendientes de ingleses o educados en Inglaterra, con costumbres electorales diferentes a las de Barbados. Uno de los principales candidatos del partido, J. H. Wilkinson, se negó a conceder entrevistas a la prensa, y su líder parlamentario, Ernest Mottley, fue descrito por el periódico The Barbados Advocate como «el alma de la brevedad», cuando después de recibir sus documentos de nominación concedió un discurso de unos pocos segundos, limitándose a decir: «He venido, y me he parado. Depende de ustedes juzgar. No puedo hacer nada mejor que citar las palabras del famoso Calvin Coolidge. Cuando vaya a las urnas el 13 de diciembre, deje que su conciencia sea su guía», mientras que su oponente laborista, A. E. S. Lewis, habló durante varios minutos sobre el costo de vida, la educación y la vivienda. El lema de campaña de la BEA fue «En interés del Pueblo y no del Partido», y publicó anuncios en los que prometió favorecer la empresa privada, proporcionar servicios de agua y salud, implementar la educación obligatoria y fortalecer la industria turística para disminuir la dependencia de la economía barbadense del cultivo de azúcar.
Crawford y Mottley, los candidatos del Partido del Congreso, hicieron campaña en el distrito de St. Philip (la única circunscripción que disputaron) denunciando los intentos de Adams de tentar al partido para que se fusionaran con el BLP como un «truco» cuyo único objetivo era hacer desaparecer el socialismo en Barbados. Mottley declaró públicamente el día de la nominación que renunciaría a su escaño si no lograba llevar al éxito sus promesas. Garner, el candidato del BLP en dicha circunscripción, describió al Partido del Congreso como un «cuerpo difunto» y a la Asociación de Electores como un grupo independiente que no podía organizar una agenda efectiva, por lo que perfiló al laborismo como «la única opción real». Crawford respondió a estas críticas declarando que el Partido del Congreso era «el único cuerpo que trabajaba para el bienestar del pueblo».

## Resultados

### Resultado general

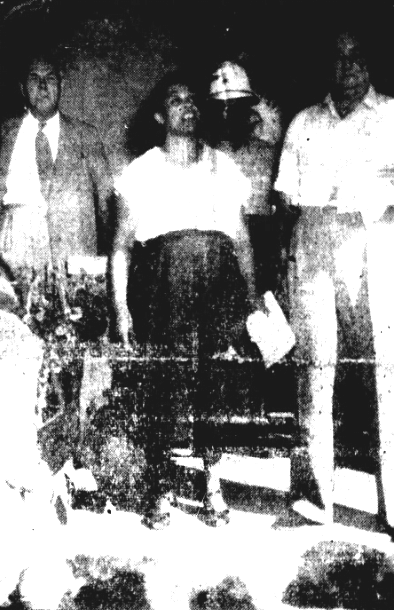
Edna Bourne, que fue la primera mujer elegida parlamentaria en los comicios de 1951, da un discurso ante sus partidarios después de constatarse su victoria en el distrito de St. Andrew.

Porcentaje por circunscripción del BLP.

Porcentaje por circunscripción de la BEA.

El Partido Laborista de Barbados obtuvo un triunfo contundente con alrededor del 54,47% de los votos emitidos a todos sus candidatos y 16 de los 24 escaños en la Cámara de la Asamblea, garantizándose un control de dos tercios del legislativo. Fue el partido más votado en nueve de las doce circunscripciones, lo que se tradujo en que nueve de los doce Miembros Senior del Parlamento (SMP) pertenecieran al partido. Asimismo, obtuvo los dos escaños representativos en seis de ellas (St. Michael, St. George, St. Joseph, St. Lucy, St. Peter y St. Thomas), mientras que en Christ Church y St. James (en las cuales presentó un solo candidato), este obtuvo mayoría absoluta de votos. En St. Andrew, su única candidata, Edna Ermyntrude Bourne, se impuso por escaso margen ante los dos postulantes de la BEA y se convirtió en la primera mujer elegida parlamentaria en la historia de Barbados. En la ciudad de Bridgetown, Lewis, postulante del laborismo, fue ampliamente superado en votos por el líder conservador, Ernest Mottley, pero de todas formas derrotó a los demás candidatos y ambos resultaron electos. St. Philip (donde el Partido del Congreso obtuvo ambas bancas) y St. John (donde estas quedaron en manos de dos candidatos independientes) fueron las únicas dos circunscripciones donde el BLP no consiguió consagrar como miembro del Parlamento a ninguno de sus candidatos. St. John se perfilaría desde entonces como una circunscripción particularmente esquiva al laborismo tradicional, y posteriormente el distrito sería hegemonizado por el Partido Democrático Laborista (fundado en 1955), hasta la fecha solo imponiéndose allí candidatos del BLP en dos ocasiones (1956 y 2018). Fue también la última elección hasta 1981 en la que el BLP triunfó en St. Lucy, y una de las tres únicas ocasiones. El triunfo del laborismo provocó celebraciones en toda la colonia, con la mayoría de los candidatos electos concediendo discursos de agradecimiento al finalizar el escrutinio.
La Asociación de Electores de Barbados obtuvo el segundo puesto con el 29,76% de los votos a candidaturas y 4 escaños parlamentarios, manteniendo su posición como principal opositor al laborismo y la segunda minoría en la Cámara de la Asamblea. Sin embargo, la instalación del sufragio universal constituyó un duro golpe para la élite anglodescendiente, principal fuente de votos de la BEA y de donde provenían una buena parte de sus candidatos, muchos de los cuales resultaron duramente derrotados. Si bien se impuso en Bridgetown por holgada diferencia y fue el partido más votado en St. Andrew, no hubo ningún distrito en el que consiguiera los dos escaños y, con la excepción de Mottley, todos sus demás parlamentarios electos fueron superados en voto por sus oponentes laboristas y asumieron como Miembros Junior. Una de las principales sorpresas de la jornada fue la derrota de su líder parlamentario, J. H. Wilkinson, en la contienda por la representación en el distrito de St. James, donde se ubicó en tercer puesto detrás de su copartidario E. K. Walcott y el laborista Ellesworth Holder. Tras este resultado, Mottley pasó a liderar definitivamente el partido, luego de haber triunfado en 13 de los 14 distritos de la capital y convertirse en el candidato conservador con mejor desempeño de la jornada. A pesar de la supervivencia de un electorado estable para la formación, el partido iniciaría un proceso de modernización que lo llevaría a renunciar a la retórica antipartidaria y finalmente refundarse como Partido Conservador Progresista en 1956, antes de las siguientes elecciones.
En el distrito de St. Philip, el Partido del Congreso Nacional de las Indias Occidentales obtuvo una victoria absoluta y se quedó con los dos escaños de representación, con Wynter Crawford como Miembro Senior y James Mottley como Miembro Junior. El análisis posterior concluyó que, aunque el candidato laborista D. D. Garner era popular en dicho distrito, su deserción del Partido del Congreso para disputar como candidato del laborismo le restó muchos apoyos. Por su parte, dos candidatos independientes resultaron elegidos Miembro Senior y Miembro Junior en representación de St. John, Owen Taylor Allder (quien ya representaba a dicha circunscripción antes de la instauración del sufragio universal) y Victor B. Vaughan. Durante una concentración ante sus partidarios después de constatarse su victoria, ambos agradecieron el amplio apoyo popular y se comprometieron a trabajar en beneficio de los habitantes del distrito. Sus oponentes, el laborista James Cameron Tudor y el conservador Evans McG. Webster, reconocieron la derrota el día posterior a los comicios, con Webster agregando que «supo desde el día de la nominación que no tenía ninguna posibilidad» y que se había presentado con el único propósito de suponer una alternativa para la parroquia.
Con respecto a la participación, esta fue alta en casi toda la isla y osciló 65 y el 80% en casi todas las parroquias menos en St. Michael, donde hubo una abstención de hasta el 47,66%, determinante para que la participación final fuera del 65,64% del total de votantes registrados. Al igual que con el sistema de partidos, la introducción del sufragio universal, fuera de la sorpresiva derrota de Wilkinson, no implicó una masiva renovación de la clase política. De los veinticuatro parlamentarios que compusieron la Cámara, quince fueron reelectos, mientras que seis ya habían sido miembros previamente y habían perdido su escaño en alguna elección anterior. Solo tres candidatos (Errol Barrow, A. E. S. Lewis y Edna Bourne) fueron miembros electos que disputaban su primera elección.
|  | 54.47 % |

|  | 29.76 % |

|  | 5.34 % |

|  | 10.43 % |

|  | 98.56 % |

|  | 1.44 % |

|  | 100.00 % |

|  | 65.64 % |

### Resultado por circunscripción
|  | 41.67 % |

|  | 29.40 % |

|  | 15.11 % |

|  | 12.48 % |

|  | 1.34 % |

|  | 99.51 % |

|  | 0.49 % |

|  | 100.00 % |

|  | 75.32 % |

|  | 37.62 % |

|  | 36.27 % |

|  | 16.64 % |

|  | 9.47 % |

|  | 99.15 % |

|  | 0.85 % |

|  | 100.00 % |

|  | 52.34 % |

|  | 54.07 % |

|  | 23.24 % |

|  | 20.44 % |

|  | 1.40 % |

|  | 0.86 % |

|  | 97.49 % |

|  | 2.51 % |

|  | 100.00 % |

|  | 60.36 % |

|  | 36.23 % |

|  | 25.95 % |

|  | 20.85 % |

|  | 16.96 % |

|  | 97.49 % |

|  | 2.51 % |

|  | 100.00 % |

|  | 71.82 % |

|  | 38.37 % |

|  | 36.88 % |

|  | 24.75 % |

|  | 96.97 % |

|  | 3.03 % |

|  | 100.00 % |

|  | 79.17 % |

|  | 38.30 % |

|  | 25.01 % |

|  | 18.45 % |

|  | 11.29 % |

|  | 6.94 % |

|  | 98.70 % |

|  | 1.30 % |

|  | 100.00 % |

|  | 70.88 % |

|  | 43.05 % |

|  | 40.31 % |

|  | 24.75 % |

|  | 98.34 % |

|  | 1.66 % |

|  | 100.00 % |

|  | 75.66 % |

|  | 51.53 % |

|  | 25.32 % |

|  | 23.15 % |

|  | 99.45 % |

|  | 0.55 % |

|  | 100.00 % |

|  | 76.50 % |

|  | 35.49 % |

|  | 34.04 % |

|  | 30.47 % |

|  | 99.07 % |

|  | 0.93 % |

|  | 100.00 % |

|  | 79.96 % |

|  | 35.27 % |

|  | 27.51 % |

|  | 23.41 % |

|  | 10.19 % |

|  | 3.62 % |

|  | 99.13 % |

|  | 0.87 % |

|  | 100.00 % |

|  | 76.56 % |

|  | 47.78 % |

|  | 42.65 % |

|  | 9.46 % |

|  | 98.69 % |

|  | 1.31 % |

|  | 100.00 % |

|  | 65.41 % |

|  | 43.33 % |

|  | 43.16 % |

|  | 13.51 % |

|  | 99.00 % |

|  | 1.00 % |

|  | 100.00 % |

|  | 63.22 % |

1. ↑  Renunció/Falleció el 1 de noviembre de 1954. Reemplazado por James Cameron Tudor (DLP) tras vencer en las elecciones parciales del 29 de noviembre de 1954.